# شانون سوليفان
شانون سوليفان (بالإنجليزية: Shannon Sullivan)‏ هي فيلسوفة أمريكية، ولدت في 24 أبريل 1967 في الولايات المتحدة.